# Marcos Pezão
Marcos Rogério Lima, mais conhecido como Marcos "Pezão" (Ribeirão Pires, 25 de junho de 1985), é um lutador brasileiro de MMA. Em 2014, disputou o reality show do UFC, o The Ultimate Fighter: Brasil 3. Oriundo do kickboxing, teve extensa carreira na modalidade, com cartel de 89 lutas (80 vitórias - 37 por KO - 8 derrotas e 1 empate).

## Principais títulos no kickboxing
- Tetracampeão pan-americano de kickboxing WAKO
- Tricampeão Sul-americano de kickboxing WAKO
- Bicampeão mundial de kickboxing UIAMA
- Hexacampeão brasileiro de kickboxing WAKO
- Detentor do cinturão paulista, brasileiro, continental e intercontinental de kickboxing WAKO
- Detentor do cinturão mundial UIAMA

## Carreira no MMA

### Início
Pezão iniciou sua carreira no MMA em 2009 disputando campeonatos profissionais ao redor do Brasil chegando a ficar invicto durante oito lutas profissionais, vencendo também Paulo Filho (ex-lutador do Pride e WEC).

### Strikeforce
Pezão lutou somente uma vez no Strikeforce contra o estadunidense Mike Kyle. Pezão perdeu por decisão unânime, obtendo sua primeira derrota no MMA profissional.

### The Ultimate Fighter: Brasil 3
Pezão foi um dos 32 selecionados para fazer a luta preliminar que definiria os participantes do The Ultimate Fighter: Brasil 3.
Marcos venceu Thiago Santos por finalização (guilhotina) no primeiro round, conseguindo assim ingressar no reality show.
Pezão fez sua luta de estreia na casa contra Jollyson Francino. Pezão venceu por decisão (unânime) após dois rounds.
Pezão enfrentou Antonio Cara de Sapato nas semi-finais do programa. Anteriormente ele declarou para Dana White que gostaria de enfrentá-lo pois não aprovava suas brincadeiras na casa. Marcos Pezão perdeu por finalização (mata-leão) no primeiro round.

### Ultimate Fighting Championship
Sua estréia no UFC foi na final do TUF Brasil 3, contra Richardson Moreira em 31 de Maio de 2014 no UFC Fight Night: Miocic vs. Maldonado. Ele venceu a luta por nocaute em apenas 20 segundos de luta.
Ele voltou aos Meio Pesados contra o veterano Igor Pokrajac em 20 de Dezembro de 2014 no UFC Fight Night: Machida vs. Dollaway e venceu a luta por nocaute técnico com menos de dois minutos.
Lima era esperado para enfrentar o ucraniano Nikita Krylov em 20 de Junho de 2015 no UFC Fight Night: Jędrzejczyk vs. Penne, em Berlim. No entanto, a organização moveu a luta para 27 de Junho de 2015 no The Ultimate Fighter Brasil 4 Finale: Machida vs. Romero. A luta foi cancelada após alguns lutadores do card sofrerem problemas com o visto. A luta foi remarcada para 23 de Agosto de 2015 no UFC Fight Night: Holloway vs. Oliveira e Lima perdeu por finalização com um mata leão no primeiro round.
Marcos Lima lutou contra o Americano Clint Hester em 23 de abril de 2016 no UFC 197. Lima venceu a luta no primeiro round após encaixar um Katagatame.
Lutou com o Russo Gadzhimurad Antigulov em 19 de novembro de 2016 no UFC Fight Night: Bader vs. Nogueira 2, perdendo a luta por finalização no primeiro round.
Lutou com Jeremy Kimball no UFC on Fox: Shevchenko vs Peña, vencendo por nocaute técnico no primeiro round.
Enfrentou Ovince St. Preux no UFC Fight Night: Swanson vs Lobov, sendo derrotado por um estrangulamento Von Flue no segundo round
Lutou com o Polonês Adam Wieczorek no UFC 230: Cormier vs Lewis, vencendo por decisão unânime.
Enfrentou o holandês Stefan Struve no UFC Fight Night: Blachowicz vs Santos, quase nocauteando seu adversário no primeiro round, mas sendo finalizado por um katagatame no segundo. Após a luta, Struve se aposentou devido a problemas cardíacos.

## Cartel no MMA
| Cartel no MMA   |             |            |
| 27 lutas        | 19 vitórias | 7 derrotas |
| Por nocaute     | 13          | 1          |
| Por finalização | 3           | 5          |
| Por decisão     | 3           | 1          |
| Empates         | 1           | 1          |

| Res.    | Cartel | Oponente                | Método                                   | Evento                                  | Data       | Round | Tempo | Local                    | Notas                             |
| ------- | ------ | ----------------------- | ---------------------------------------- | --------------------------------------- | ---------- | ----- | ----- | ------------------------ | --------------------------------- |
| Vitória | 19-7-1 | Ben Rothwell            | Nocaute Técnico (socos)                  | UFC Fight Night: Holloway vs. Rodriguez | 13/11/2021 | 1     | 0:32  | Las Vegas, Nevada        |                                   |
| Vitória | 18-7-1 | Maurice Greene          | Decisão (unânime)                        | UFC on ESPN: Rodriguez vs. Waterson     | 08/05/2021 | 3     | 5:00  | Las Vegas, Nevada        |                                   |
| Derrota | 17-7-1 | Alexander Romanov       | Finalização Técnica (pressão no pescoço) | UFC Fight Night: Santos vs. Teixeira    | 07/11/2020 | 1     | 4:48  | Las Vegas, Nevada        |                                   |
| Vitória | 17-6-1 | Ben Sosoli              | Nocaute Técnico (socos)                  | UFC Fight Night: Felder vs. Hooker      | 22/02/2020 | 1     | 1:28  | Auckland                 |                                   |
| Derrota | 16-6-1 | Stefan Struve           | Finalização (katagatame)                 | UFC Fight Night: Blachowicz vs. Santos  | 23/02/2019 | 2     | 2:21  | Praga                    |                                   |
| Vitória | 16-5-1 | Adam Wieczorek          | Decisão (unânime)                        | UFC 230: Cormier vs. Lewis              | 03/11/2018 | 3     | 5:00  | Nova Iorque, Nova Iorque | Retorno aos pesados.              |
| Derrota | 15-5-1 | Ovince St. Preux        | Finalização (estrangulamento von flue)   | UFC Fight Night: Swanson vs. Lobov      | 22/04/2017 | 2     | 2:11  | Nashville, Tennessee     |                                   |
| Vitória | 15-4-1 | Jeremy Kimball          | Nocaute Técnico (socos)                  | UFC on Fox: Shevchenko vs. Peña         | 28/01/2017 | 1     | 2:27  | Denver, Colorado         |                                   |
| Derrota | 14-4-1 | Gadzhimurad Antigulov   | Finalização (guilhotina)                 | UFC Fight Night: Nogueira vs. Bader II  | 19/11/2016 | 1     | 1:07  | São Paulo                |                                   |
| Vitória | 14-3-1 | Clint Hester            | Finalização (katagatame)                 | UFC 197: Jones vs. St. Preux            | 23/04/2016 | 1     | 4:35  | Las Vegas, Nevada        |                                   |
| Derrota | 13-3-1 | Nikita Krylov           | Finalização (mata leão)                  | UFC Fight Night: Holloway vs. Oliveira  | 23/08/2015 | 1     | 2:29  | Saskatoon, Saskatchewan  |                                   |
| Vitória | 13-2-1 | Igor Pokrajac           | Nocaute Técnico (socos)                  | UFC Fight Night: Machida vs. Dollaway   | 20/12/2014 | 1     | 1:59  | Barueri                  |                                   |
| Vitória | 12-2-1 | Richardson Moreira      | Nocaute (socos)                          | UFC Fight Night: Miocic vs. Maldonado   | 31/05/2014 | 1     | 0:20  | São Paulo                | Estreia no UFC; Luta nos Pesados. |
| Empate  | 11-2-1 | Ben Reiter              | Empate                                   | Inka FC 22                              | 29/08/2013 | 3     | 5:00  | Lima                     |                                   |
| Vitória | 11-2   | Antonio Sales Silva Jr. | Nocaute Técnico (socos)                  | Fair Fight - MMA Edition                | 16/12/2012 | 1     | 3:46  | São Paulo                |                                   |
| Vitória | 10-2   | Valter Luiz da Silva    | Nocaute Técnico (socos)                  | Max Sport 3.1                           | 10/11/2012 | 1     | 4:20  | São Paulo                |                                   |
| Vitória | 9-2    | Fabiano Adams           | Finalização (katagatame)                 | Shooto Brazil 31                        | 29/06/2012 | 1     | 3:33  | Brasília                 |                                   |
| Derrota | 8-2    | Carlos Eduardo          | Nocaute (socos)                          | Shooto Brazil 29                        | 26/04/2012 | 2     | 0:17  | Rio de Janeiro           |                                   |
| Derrota | 8-1    | Mike Kyle               | Decisão (unânime)                        | Strikeforce: Barnett vs. Kharitonov     | 10/09/2011 | 3     | 5:00  | Cincinnati, Ohio         |                                   |
| Vitória | 8-0    | Paulo Filho             | Decisão (unânime)                        | First Class Fight 5                     | 23/10/2010 | 3     | 5:00  | São Paulo                |                                   |
| Vitória | 7-0    | Daniel Villegas         | Nocaute Técnico (socos)                  | MFC 4: Chile vs. The World              | 04/09/2010 | N/A   | N/A   | Santiago                 |                                   |
| Vitória | 6-0    | Leonardo Nascimento     | Nocaute Técnico (socos)                  | First Class Fight 4                     | 30/06/2010 | 2     | N/A   | São Paulo                |                                   |
| Vitória | 5-0    | Nelson Martins          | Finalização (golpes)                     | Nitrix Champion Fight 5                 | 15/05/2010 | 2     | 0:48  | Balneário Camboriú       |                                   |
| Vitória | 4-0    | Rafael Navas            | Nocaute Técnico (socos)                  | Full Fight 2                            | 24/10/2009 | 1     | 3:49  | São Paulo                |                                   |
| Vitória | 3-0    | Silvério Bueno          | Nocaute (soco)                           | Ares Chaos MMA                          | 17/10/2009 | 1     | 0:39  | São Paulo                |                                   |
| Vitória | 2-0    | Antonio Conceição       | Nocaute (soco)                           | Renegade Fight Championship 3           | 19/09/2009 | 1     | 1:55  | Bebedouro                |                                   |
| Vitória | 1-0    | Amauri Gumz             | Nocaute Técnico (socos)                  | Renegade Fight Championship 1           | 14/03/2009 | 1     | N/A   | Bebedouro                |                                   |